# Loučka (Vsetíni járás)
Loučka település Csehországban, Vsetíni járásban. Loučka Kelč, Kateřinice, Podolí, Police, Mikulůvka és Kunovice településekkel határos. Lakosainak száma 782 fő (2024. január 1.).

## Népesség
A település lakosságának változását az alábbi diagram mutatja:
| Lakosok száma | 753  | 805  | 840  | 955  | 820  | 743  | 787  | 797  | 799  | 782  |
|               | 1869 | 1890 | 1921 | 1950 | 1980 | 2001 | 2017 | 2019 | 2022 | 2024 |